# 黑斑大眼鮋
黑斑大眼鮋，為輻鰭魚綱鮋形目鮋亞目真裸皮鮋科的其中一種，為熱帶海水魚，分布於西太平洋澳洲西北部及巴布亞紐幾內亞海域，棲息深度12-65公尺，體長可達13公分，棲息在底層水域，生活習性不明，具有毒性，可作為觀賞魚。